# Liste von Morsegeräten gemäß den Kennblättern fremden Geräts D 50/13

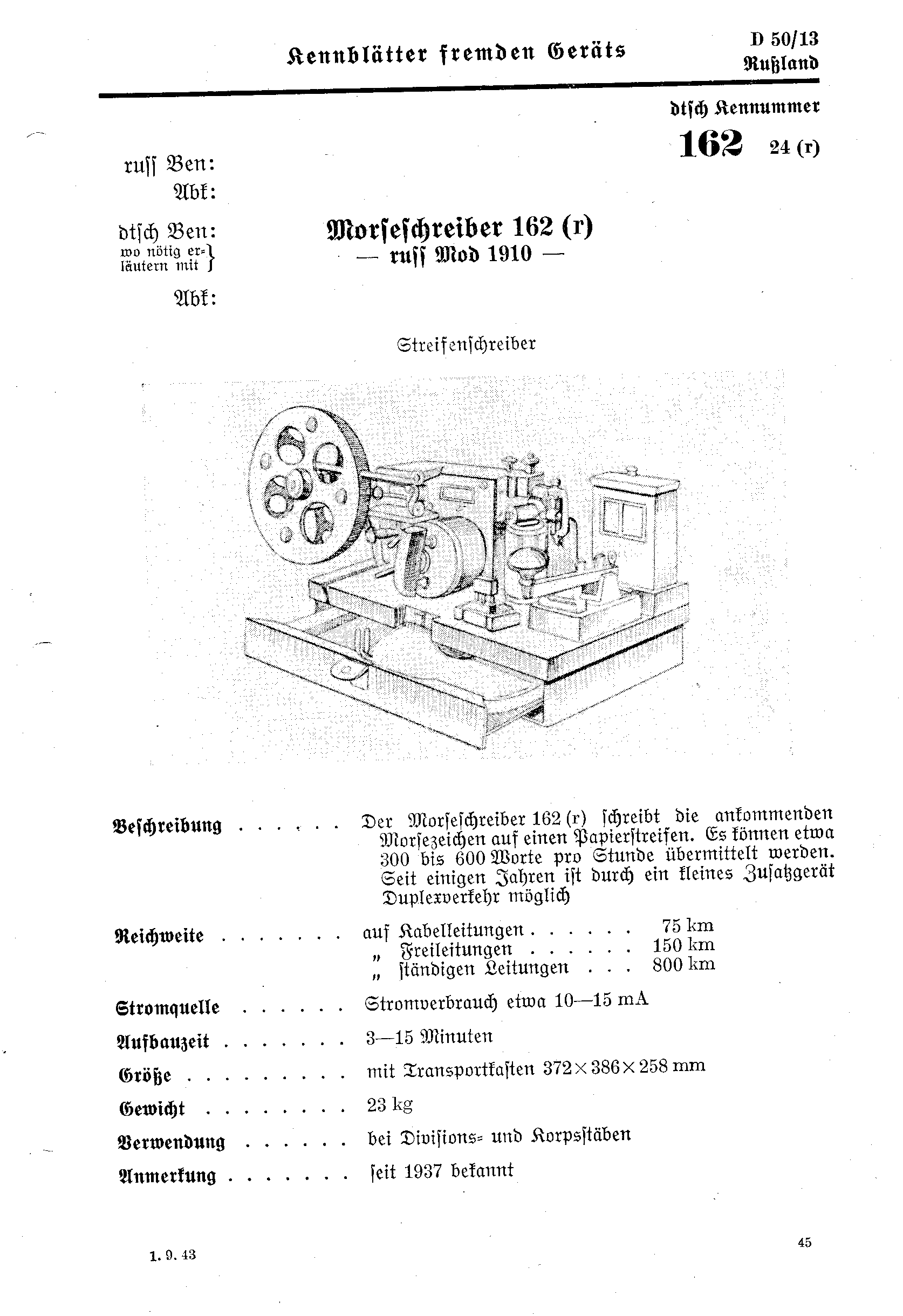
Kennblattbeispiel zu
D 50/13 Nr 162 24 (r)

In dieser Liste von Morseapparaten gemäß den Kennblättern fremden Geräts D 50/10 werden Geräte zum Schreiben und Empfangen von Morsecodes aufgeführt, die vom Heereswaffenamt verzeichnet wurden.
Nachfolgend ein Überblick/Auszug zur offiziellen Dokumentation Kennblätter fremden Geräts D 50/13: Nachrichtengerät.

## Hinweise zur Liste
Aufbau der Tabelle
Untenstehende Tabelle führt folgenden Spalteninhalte:
- dtsch. Kennnr. (deutsche Kenn-Nummer), dies entspricht dem Originalindex in den Kopfzeilen der Kennblätter mit Kennnummer, Stoffgebietenummer und Beutezeichen.
- Abk. dtsch. Ben. (Abkürzung deutsche Benennung), Originalbezeichnung entnommen aus der fünften Zeile der Kennblätter.
- Landesbez. nach HWA (Heereswaffenamt), Originalangaben entnommen aus der ersten Zeile der Kennblätter.
- Bild, eine Bildauswahl aus Wikipedia für dieses Objekt.
- Bemerkungen, Hier werden Links zu bereits existierenden Wikipedia-Artikeln eingetragen.

 Info: Die in der Tabelle angegebenen Originaleinträge sollen nicht geändert werden, weil diese den Angaben aus den Kennblättern entsprechen. Nach neuerem Forschungsstand sind teilweise Errata in den Kennblättern erkannt worden. Diese werden unten im Abschnitt Anmerkungen jeweils zur Kenn-Nummer erläutert. Die Wikilinks in den runden Klammern sollten das Lemma der entsprechenden Artikel in Wikipedia enthalten.

## Tabellarische Übersicht
| dtsch. Kennr. | Abk. dtsch. Ben.       | Landesbez.nach HWA (Wikipedia-Artikel) | Bild         | Bemerkungen |
| ------------- | ---------------------- | -------------------------------------- | ------------ | --- |
| 133 24 (f)    | G. Tel. 133 (f)        | Fullerphone                            |              | Gleichstroß-Telegraphiegerät zur geheimen Übermittlung von Morsezeichen                                                                      |
| 134 24 (f)    | G. Tel. 134 (f)        | Parleur à l'ampe T M 1932              |              | Gleichstroß-Telegraphiegerät für nicht abhörbare Telegraphieverbindung kann für Telefonie verwendet werden                                   |
| 161 24 (a)    | Leit. Tel. 161 (a)     | EE-63                                  |              | Übermittlung von Morsezeichen und als Induktionsspule zum Fernsprechen, Nutzung bei: Infanterie-Divisionen Kavallerie-Divisionen             |
| 161 24 (r)    | Mors. Tel. 161 (r)     | in D 50/13 keine Angabe                |              | Aufnahme von Telegrammen nur durch Abhören, zweite Kontrolle dadurch nicht möglich, Nutzung bei: Divisions-Stäben Korps-Stäben               |
| 162 24 (a)    | Tel. 162 (a)           | EE-76                                  |              | Telegraf zur Übermittlung von Morsezeichen auf Fernsprechleitungen, Klopferbetrieb, Nutzung bei: Infanterie-Divisionen Kavallerie-Divisionen |
| 162 24 (r)    | Mors. Schr. 162 (r)    | in D 50/13 keine Angabe                |              | Morseschreiber zum Schreiben von ankommenden Morsezeichen, 300 bis 600 Worte pro Stunde, Nutzung bei: Divisions-Stäben Korps-Stäben          |
| 163 24 (a)    | Tel. 163 (a)           | TG-5                                   | Bilderwunsch | Telegraf zur Übermittlung von Morsezeichen im Simplex-Betrieb                                                                                |
| 163 24 (e)    | Tel. 163 (e)           | in D 50/13 keine Angabe                |              | Telegraf mit hoher Empfindlichkeit für Gleichstrom-Überlagerung                                                                              |
| 163 24 (r)    | Typendrucktel. 163 (r) | in D 50/13 keine Angabe                |              | druckt Buchstaben auf einen Papierstreifen, 600 bis 800 Worte die Stunde, Nutzung bei: Armeekorps oder höher                                 |
| 164 24 (r)    | Tel. 164 (r)           | in D 50/13 keine Angabe                |              | druckt Buchstaben auf Papierstreifen, 1200 bis 4800 Worte die Stunde, Bauart Baudot, Nutzung bei: großen Telegrafenstationen                 |
| 168 24 (a)    | Tel. Ger. 168 (a)      | EE-1-A                                 |              | kombiniertes Sende- und Empfangsgerät, zur geheimen Übermittlung von Morsezeichen, Nutzung bei: Infanterie-Divisionen                        |
| 168 24 (e)    | Mors. Schr. 168 (e)    | Creed Undulator, Model No. 10          |              | für drahtlose- und Leitungstelegrafie, Hersteller Creed & Company                                                                            |
| 169 24 (e)    | Mors. Schr. 169 (e)    | Creed Morse Transmitter, Model No. 11  | Bilderwunsch | Lochstreifenschreiber mit hoher Geschwindigkeit                                                                                              |